# Angelo Blackson
Angelo Blackson (14 novembre 1992) è un giocatore di football americano statunitense che milita nel ruolo di defensive end per gli Arizona Cardinals della National Football League (NFL).

## Carriera

### Tennessee Titans
Dopo avere giocato al college a football a Auburn, Blackson fu scelto nel corso del quarto giro (100º assoluto) del Draft NFL 2015 dai Tennessee Titans. Debuttò come professionista subentrando come titolare nella gara del primo turno contro i Tampa Bay Buccaneers in cui mise subito a segno il suo primo sack su Jameis Winston, oltre a 3 tackle e un fumble forzato. La sua stagione da rookie si concluse disputando tutte le 16 partite (nessuna delle quali come titolare), con 15 tackle e 2,5 sack.

### New England Patriots
Il 4 settembre 2017, Blackson firmò con la squadra di allenamento dei New England Patriots.

### Houston Texans
Il 1º novembre 2017 Blackson firmò con gli Houston Texans. Nel 15º turno della stagione 2019 fu premiato come giocatore degli special team della AFC della settimana per avere bloccato un field goal nella partita vinta contro i Tennessee Titans.

### Arizona Cardinals
L'8 settembre 2020 Blackson firmò un contratto con gli Arizona Cardinals.

### Chicago Bears
Nel marzo del 2021 Blackson firmò un contratto biennale con i Chicago Bears.

## Palmarès
- Giocatore degli special team della AFC della settimana: 1

15ª del 2019